# May Abelová Smithová
May Abel Smith (Lady May Helena Emma z Tecku nebo Lady May Cambridge; 23. ledna 1906, Surrey – 29. května 1994, Londýn) byla příbuzná britské královské rodiny, pravnučka královny Viktorie a neteř královny Marie. Kvůli protiněmeckým náladám během první světové války změnil král Jiří V. jméno královského rodu z německého Sasko-Coburg-Gotha na Windsor a zapřel všechny své německé tituly i německé tituly všech členů britské královské rodiny. Mayina rodina se tak vzdala jejich německého knížecího titulu a oslovení Jasnost a přijala po svém předkovi, vévodovi z Cambridge, příjmení Cambridge. Její otec byl pak jmenován hrabětem z Athlone, a jí tak byl udělen titul hraběcí dcery „Lady“.

## Dětství

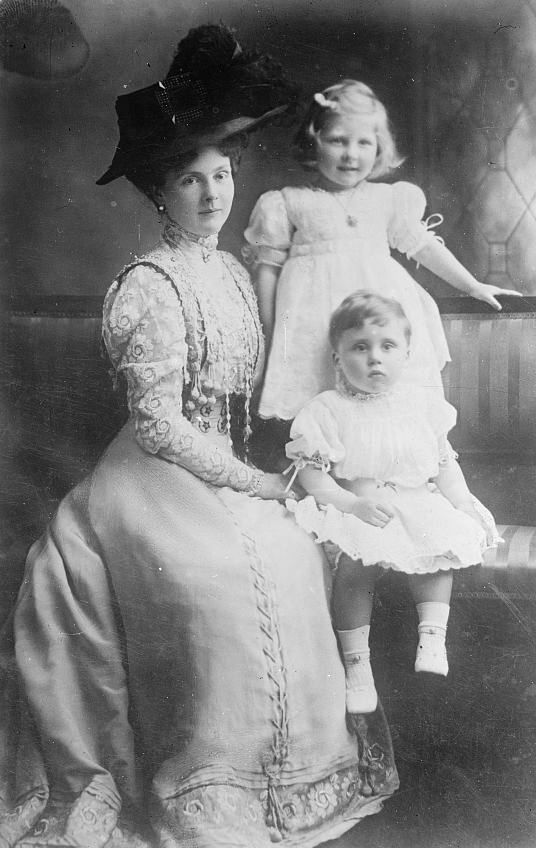
Princezna May jako dítě se svou matkou Alice, hraběnkou z Athlone, a bratrem Rupertem Cambridgem, vikomtem Trematonem

Princezna May z Tecku se narodila na venkovském sídle Claremont House u Esheru v anglickém hrabství Surrey jako nejstarší dítě a jediná dcera německého šlechtice Alexandra z Tecku, pozdějšího hraběte z Athlone, nejmladšího syna vévody Františka z Tecku a jeho v Německu narozené manželky Marie Adelaidy z Cambridge, dcery prince Adolfa, vévody z Cambridge, který byl nejmladším synem britského krále Jiřího III. Její matkou byla princezna Alice z Albany, dcera prince Leopolda, vévody z Albany, nejmladšího syna královny Viktorie, a jeho manželky Heleny Waldecko-Pyrmontské. Jako dcera Alexandra z Tecku obdržela May při narození titul Její Jasnost princezna May z Tecku.
Protiněmecké cítění během první světové války vedlo Mayina strýce Jiřího V. ke změně jména královského rodu z německého Saxe-Coburg-Gotha na britštější Windsor. Král se také za sebe i ostatní členy britské královské rodiny vzdal všech německých titulů.
Mayin otec se také zřekl svého německého titulu prince z Tecku ve württemberském království a titulu Jasnost. Alexandr spolu se svým bratrem Adolfem přijali o svém dědečkovi Adolfovi, vévodovi z Cambridge příjmení Cabridge.
O několik dní později král pozvedl Alexandra mezi britská hrabata jako hraběte z Athlone a vikomta Trematon. Alexandr tak získal titul The Right Honourable hrabě z Athlone. Jeho dceři tak náležel jako hraběcí dceři titul Lady a jeho synovi jako nejstaršímu synovi hraběte titul vikomta z Trematonu. Alexandrova manželka, britská princezna Alice, si ponechala titul Královská Výsost a stala se známou jako princezna Alice, hraběnka z Athlone.
May šla několikrát za družičku; třikrát ve Westminsterském opatství: v roce 1919 princezně Patricii z Connaughtu na její svatbě s kapitánem Alexandrem Ramsayem; v roce 1922 sestřenici Marii, když se vdávala za vikomta Lascellese; a v roce 1923 Elizabeth Bowes-Lyon a princi Albertovi, vévodovi z Yorku, budoucímu králi Jiřímu VI.

## Sňatek

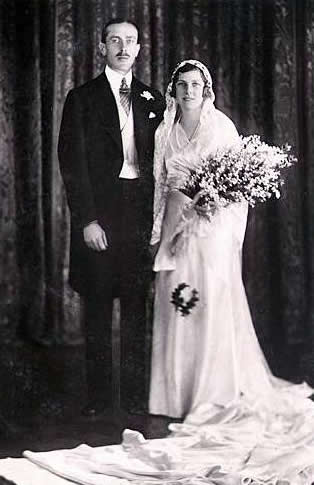
Svatba lady May s Henrym Abel Smithem 24. října 1931

Lady May se 24. října 1931 v pětadvaceti letech provdala za o šest let staršího Henryho Abel Smitha (později Sir Henry). Svatba se konala v Balcombe v Sussexu blízko residence hraběte z Athlone v Brantridge Park.
Nevěsta byla doprovázena čtyřmi dětskými družičkami: princeznou Alžbětou z Yorku (pozdější královna Alžběta II.), Rosemary Madeline Hamilton Fraserovou, Jennifer Bevanovou a Kathleen Alingtonovou. Měla také osm dospělých družiček: Hon. Imogen Rhysovou (dcera barona Waltera Rice), lady Mary Whitleyovou, Phyllis Seymour-Holmovou, lady Alice Montagu Douglas Scottovou (pozdější vévodkyně z Gloucesteru), princeznu Ingrid Švédskou, princeznu Sibylu Sasko-Kobursko-Gothajskou, Verenu Seymourovou (dcera sira Edwarda Seymoura); a Wenefryde Taborovou.
Princezna Ingrid Švédská, budoucí manželka dánského krále Frederika IX., seznámila další Mayinu družičku Sibylu Sasko-Kobursko-Gothajskou (dceru prince Karla Eduarda Sasko-Kobursko-Gothajského, vnuka královny Viktorie) se svým bratrem Gustavem Adolfem, který se se Sibylou následujícího roku (20. října 1932) oženil.

## Potomci
Z manželství trvajícího přes 60 let se narodily tři děti:
- Anne Liddell-Grainger (* 28. července 1932)
- Richard Abel Smith (11. října 1933 – 23. prosince 2004) ⚭ 1960 Marcia Kendrew (* 27. března 1940)
- Elizabeth Alice Abel Smith (* 5. září 1936)

## Pozdější život
Lady May byla jedinou vzdálenou členkou královské rodiny, která neplnila žádné královské povinnosti. Zúčastnila se některých významných královských událostí, jako korunovace královny Alžběty II. a svatby prince Charlese s lady Dianou Spencerovou.
V letech 1958 a 1966 sloužil její manžel jako guvernér Queenslandu. May ho doprovázela do Brisbane jako jeho místokrálovna. V roce 1975 odešli do Barton Lodge ve Winkfieldu v anglickém hrabství Berkshire.
Lady May zemřela v nemocnici 29. května 1994 rok po svém manželovi. Oba jsou pohřbeni na hřbitově Royal Burial Ground ve Frogmore, nedaleko hradu Windsor. Pohřeb se uskutečnil v kapli sv. Jiří na hradě Windsor 9. června 1994. Zúčastnil se ho vévoda z Gloucesteru a princezna Alexandra, zastupující královskou rodinu.

## Tituly
- 23. ledna 1906 – 14. července 1917: Její Jasnost princezna May z Tecku
- 14. července 1917 – 17. července 1917: Slečna May Cambridge
- 17. července 1917 – 24. října 1931: Lady May Cambridge
- 24. října 1931 – 29. května 1994: Lady May Abel Smith

## Vývod z předků
|                |                                        |  |                                    |                                                |  |  |  |  |  |  |  | Ludvík Württemberský |
|                |                                        |  |                                    |                                                |  |  |  |  |  |  |  |                      |
|                | Alexandr Württemberský                 |  |                                    |                                                |  |  |  |  |  |  |  |                      |
|                |                                        |  |                                    |                                                |  |  |  |  |  |  |  |                      |
|                |                                        |  |                                    | Henrietta Nasavsko-Weilburská                  |  |  |  |  |  |  |  |                      |
|                |                                        |  |                                    |                                                |  |  |  |  |  |  |  |                      |
|                | František z Tecku                      |  |                                    |                                                |  |  |  |  |  |  |  |                      |
|                |                                        |  |                                    |                                                |  |  |  |  |  |  |  |                      |
|                |                                        |  |                                    | László Rhédy de Kis-Rhéde                      |  |  |  |  |  |  |  |                      |
|                |                                        |  |                                    |                                                |  |  |  |  |  |  |  |                      |
|                | Claudine Rhédey von Kis-Rhéde          |  |                                    |                                                |  |  |  |  |  |  |  |                      |
|                |                                        |  |                                    |                                                |  |  |  |  |  |  |  |                      |
|                |                                        |  |                                    | Ágnes Inczédy de Nagy-Várad                    |  |  |  |  |  |  |  |                      |
|                |                                        |  |                                    |                                                |  |  |  |  |  |  |  |                      |
|                | Alexandr Cambridge, 1. hrabě z Athlone |  |                                    |                                                |  |  |  |  |  |  |  |                      |
|                |                                        |  |                                    |                                                |  |  |  |  |  |  |  |                      |
|                |                                        |  |                                    | Jiří III.                                      |  |  |  |  |  |  |  |                      |
|                |                                        |  |                                    |                                                |  |  |  |  |  |  |  |                      |
|                | Adolf, vévoda z Cambridge              |  |                                    |                                                |  |  |  |  |  |  |  |                      |
|                |                                        |  |                                    |                                                |  |  |  |  |  |  |  |                      |
|                |                                        |  |                                    | Šarlota Meklenbursko-Střelická                 |  |  |  |  |  |  |  |                      |
|                |                                        |  |                                    |                                                |  |  |  |  |  |  |  |                      |
|                | Marie Adelaida z Cambridge             |  |                                    |                                                |  |  |  |  |  |  |  |                      |
|                |                                        |  |                                    |                                                |  |  |  |  |  |  |  |                      |
|                |                                        |  |                                    | Fridrich Hesensko-Kasselský                    |  |  |  |  |  |  |  |                      |
|                |                                        |  |                                    |                                                |  |  |  |  |  |  |  |                      |
|                | Augusta Hesensko-Kaselská              |  |                                    |                                                |  |  |  |  |  |  |  |                      |
|                |                                        |  |                                    |                                                |  |  |  |  |  |  |  |                      |
|                |                                        |  |                                    | Karolina Nasavsko-Usingenská                   |  |  |  |  |  |  |  |                      |
|                |                                        |  |                                    |                                                |  |  |  |  |  |  |  |                      |
| May Abel Smith |                                        |  |                                    |                                                |  |  |  |  |  |  |  |                      |
|                |                                        |  |                                    |                                                |  |  |  |  |  |  |  |                      |
|                |                                        |  | Arnošt I. Sasko-Kobursko-Gothajský |                                                |  |  |  |  |  |  |  |                      |
|                |                                        |  |                                    |                                                |  |  |  |  |  |  |  |                      |
|                | Albert Sasko-Kobursko-Gothajský        |  |                                    |                                                |  |  |  |  |  |  |  |                      |
|                |                                        |  |                                    |                                                |  |  |  |  |  |  |  |                      |
|                |                                        |  |                                    | Luisa Sasko-Gothajsko-Altenburská              |  |  |  |  |  |  |  |                      |
|                |                                        |  |                                    |                                                |  |  |  |  |  |  |  |                      |
|                | Leopold, vévoda z Albany               |  |                                    |                                                |  |  |  |  |  |  |  |                      |
|                |                                        |  |                                    |                                                |  |  |  |  |  |  |  |                      |
|                |                                        |  |                                    | Eduard August Hannoverský                      |  |  |  |  |  |  |  |                      |
|                |                                        |  |                                    |                                                |  |  |  |  |  |  |  |                      |
|                | královna Viktorie                      |  |                                    |                                                |  |  |  |  |  |  |  |                      |
|                |                                        |  |                                    |                                                |  |  |  |  |  |  |  |                      |
|                |                                        |  |                                    | Viktorie Sasko-Kobursko-Saalfeldská            |  |  |  |  |  |  |  |                      |
|                |                                        |  |                                    |                                                |  |  |  |  |  |  |  |                      |
|                | Alice, hraběnka z Athlone              |  |                                    |                                                |  |  |  |  |  |  |  |                      |
|                |                                        |  |                                    |                                                |  |  |  |  |  |  |  |                      |
|                |                                        |  |                                    | Jiří II. Waldecko-Pyrmontský                   |  |  |  |  |  |  |  |                      |
|                |                                        |  |                                    |                                                |  |  |  |  |  |  |  |                      |
|                | Jiří Viktor Waldecko-Pyrmontský        |  |                                    |                                                |  |  |  |  |  |  |  |                      |
|                |                                        |  |                                    |                                                |  |  |  |  |  |  |  |                      |
|                |                                        |  |                                    | Emma Anhaltsko-Bernbursko-Schaumbursko-Hoymská |  |  |  |  |  |  |  |                      |
|                |                                        |  |                                    |                                                |  |  |  |  |  |  |  |                      |
|                | Helena Waldecko-Pyrmontská             |  |                                    |                                                |  |  |  |  |  |  |  |                      |
|                |                                        |  |                                    |                                                |  |  |  |  |  |  |  |                      |
|                |                                        |  |                                    | Vilém Nasavský                                 |  |  |  |  |  |  |  |                      |
|                |                                        |  |                                    |                                                |  |  |  |  |  |  |  |                      |
|                | Helena Nasavská                        |  |                                    |                                                |  |  |  |  |  |  |  |                      |
|                |                                        |  |                                    |                                                |  |  |  |  |  |  |  |                      |
|                |                                        |  |                                    | Pavlína Württemberská                          |  |  |  |  |  |  |  |                      |
|                |                                        |  |                                    |                                                |  |  |  |  |  |  |  |                      |